# Lao Central Airlines
Lao Central Airlines Public Company, que operaba como Lao Central Airlines, era una aerolínea de Laos con sede en Vientián. Fue la primera aerolínea privada en Laos y ofrecía asientos de primera clase y económica. Fue la segunda aerolínea más grande del país en términos de tamaño de la flota.

## Flota
Laos central Airlines fue el primer cliente para el avión fabricación rusa Sukhoi Superjet en el sureste de Asia. A julio de 2013, la edad promedio de la flota era de 16,3 años.